# Theta Columbae
Theta Columbae (θ Col, Elkurud) – gwiazda w gwiazdozbiorze Gołębia, odległa o około 770 lat świetlnych od Słońca.

## Nazwa
Gwiazda ta ma nazwę własną Elkurud, wywodzącą się od arabskiej nazwy ‏القرود‎ al-qurūd, co znaczy „małpy”, która opisywała asteryzm tworzony przez tę i pobliskie gwiazdy. Międzynarodowa Unia Astronomiczna w 2018 roku formalnie zatwierdziła użycie nazwy Elkurud dla określenia tej gwiazdy.

## Charakterystyka
Jest to błękitny podolbrzym, należący do typu widmowego B. Gwiazda ta obecnie oddala się od Słońca, a według pomiarów sondy Hipparcos, 4,8 miliona lat temu minęła Układ Słoneczny w odległości ok. 2,11 pc (6,88 roku świetlnego) i świeciła na ziemskim niebie z jasnością −5,1m, jaśniej niż jakakolwiek gwiazda (oprócz Słońca) lub planeta obecnie.